# گنبد زرین (سامانه دفاع موشکی)
گنبد زرین (به انگلیسی: Golden Dome) یک سیستم دفاعی چندلایه پیشنهادی برای ایالات متحده است که برای شناسایی و نابودی تهدیدهای خارجی مختلف–از جمله موشک‌های بالستیک، هایپرسونیک و کروز–قبل از پرتاب یا در حین پرواز آنها در نظر گرفته شده است. این سیستم از یک صورت فلکی جهانی ماهواره‌های مجهز به حسگرها و رهگیرهای فضایی استفاده خواهد کرد. معماری آن مشابه مفهوم سنگریزه‌های درخشان دهه ۱۹۸۰ تلقی شده است. در صورت اجرا، اولین بار در تاریخ خواهد بود که سلاح‌های فضایی در مدار نگهداری می‌شوند.

## نمای کلی
در ۲۷ ژانویه ۲۰۲۵، دونالد ترامپ، چهل و هفتمین رئیس‌جمهور ایالات متحده آمریکا، فرمان اجرایی را امضا کرد که به نیروهای مسلح ایالات متحده دستور ساخت یک سیستم دفاع موشکی را می‌داد. این ایده با سامانه دفاعی گنبد آهنین در اسرائیل و همچنین طرح دفاع استراتژیک که توسط رونالد ریگان در سال ۱۹۸۳ پیشنهاد شد، مقایسه شده است.

## اطلاعیه
در ۲۰ مه ۲۰۲۵، دونالد ترامپ، رئیس‌جمهور آمریکا، از برنامه‌هایی برای یک سیستم دفاع موشکی فضایی جدید به نام «گنبد زرین» خبر داد. این سیستم که قرار است ایالات متحده را در برابر تهدیدات موشکی دوربرد و مافوق صوت محافظت کند، از گنبد آهنین اسرائیل الهام گرفته شده است، اما دامنه عملکرد آن به‌طور قابل توجهی گسترده‌تر است.
ترامپ اظهار داشت که این پروژه ظرف سه سال تکمیل خواهد شد و تقریباً ۱۷۵ میلیارد دلار هزینه خواهد داشت. ژنرال مایکل ای. گتلین از نیروی فضایی ایالات متحده به رهبری این ابتکار منصوب شده است. انتظار می‌رود حدود ۲۵ میلیارد دلار از محل کاهش هزینه‌های فدرال و اصلاحات مالیاتی پیشنهادی حاصل شود. دفتر بودجه کنگره تخمین زده است که این امر می‌تواند بیش از ۵۴۲ میلیارد دلار هزینه داشته باشد.
بنا بر گزارش‌ها، پیمانکاران دفاعی، از جمله اسپیس ایکس و لاکهید مارتین، برای مشارکت در این پروژه رقابت می‌کنند، در حالی که کارشناسان در مورد جدول زمانی، امکان‌سنجی و هزینه آن ابراز تردید کرده‌اند. جزئیات فنی خاص و برنامه‌های استقرار هنوز منتشر نشده است.

### مشارکت کانادایی‌ها
در ۶ فوریه ۲۰۲۵، بیل بلر، وزیر دفاع ملی کانادا، تمایل خود را برای مشارکت در پروژه گنبد زرین ابراز کرد. ترامپ در جریان اعلامیه‌ای در مه ۲۰۲۵ اظهار داشت که کانادا «با ما تماس گرفته و می‌خواهد بخشی از آن باشد». ژنرال گرگ گیلوت، فرمانده نیروی هوایی ایالات متحده و فرمانده نوراد، توصیه می‌کند که مشارکت در درجه اول بر توسعه فناوری‌های حسگر برای شناسایی تهدیدات ورودی و سپس وارد کردن داده‌ها به ماتریس تصمیم‌گیری برای سیستم گنبد زرین متمرکز باشد.

## برای مطالعهٔ بیشتر
- Mitchell, Ellen (4 May 2025). "5 things to know as Trump rolls out Golden Dome missile defense shield". The Hill (newspaper). Retrieved 6 May 2025.
- Maidenberg, Micah; Fitzgerald, Drew (4 May 2025). "Everyone Wants a Piece of Trump's 'Golden Dome' Defense Plan". The Wall Street Journal. Retrieved 6 May 2025.